# Кастели
Кастель или Кастелль (Castell) — нижнефранконские графы, с конца XII века владевшие землями в окрестностях Кастеля и сбиравшие пошлину с дороги из Вюрцбурга в Бамберг. При роспуске Священной Римской империи в 1806 году медиатизованы. Из младшей ветви этого рода происходят хозяева концерна Faber-Castell.
В 1597 году владения Кастелей были поделены между ветвями протестантской (Кастель-Ремлинген) и католической (Кастель-Рюденхаузен). В 1901 г. главы обеих ветвей удостоились от баварского короля княжеского титула. Старшие представители обеих линий тщательно блюдут фамильный кодекс и не допускают браков с неравнородными им особами. В Вюрцбурге с 1774 года действует семейный банк князей фон Кастель, старейший в Баварии.
В 1898 г. граф Александр Лотарь фон Кастель-Рюденхаузен (младший в роде) вступил в морганатический брак с баронессой Оттилией Фабер и унаследовал фабрики её деда И. Л. Фабера. Король Баварии дозволил их потомкам принять титул графов Фабер-Кастель, а фамильное предприятие Фаберов было переименовано в Faber-Castell.